# الدنيا لحظة (مسلسل)
الدنيا لحظة ، مسلسل تلفزيوني كويتي أنتج وعرض بعام 2004. كتبه طالب الدوس وأخرجه محمد دحام الشمري.

## قصة المسلسل
تبدأ أحداث حول رجل ملثم يحاول الهرب من رجال الشرطة حيث كان في حالة من السكر ويختبى في إحدى المنازل وينتهز الفرصة ويقوم باغتصاب طفلة أبنة صاحبة المنزل حيث تلعب دور الأم حياة الفهد والطفلة حين تكبر ميساء مغربي ويظل هذا السر بين الأم والأب والطفلة وشقيقها الأكبر الذي يلعب دوره عبد المحسن النمر وتلعب المصادفة فيما بعد بزواج الطفلة بـ أبن مغتصبها .
وتموت أخت منى حرقا وتتزوج يلدا من خالد >> عبد المحسن النمر

## الممثلين والشخصيات
| الممثل              | الشخصية  |
| ------------------- | -------- |
| حياة الفهد          | أم خالد  |
| عبد المحسن النمر    | خالد     |
| أحمد الجسمي         | بوغانم   |
| غازي حسين           | راشد     |
| ميساء مغربي         | ابتسام   |
| حسن البلام          | إبراهيم  |
| طيف                 | لطيفة    |
| يلدا                | شذى      |
| أميرة محمد          | منى      |
| أحلام حسن           | منال     |
| محمود بو شهري       | صالح     |
| عبد الامام عبد الله | أبو صالح |
| أحمد إيراج          | جمال     |
| باسم عبد الأمير     | غانم     |
| مي عبد الله         | ندى      |